# リズム (競走馬)
リズム（Rhythm、1987年 - 2007年）はアメリカの競走馬。1989年のブリーダーズカップ・ジュヴェナイルなどを制した。引退後には種牡馬となった。近親にはプライヴェートアカウント・アサティス・ウッドマンなどがいる。

## 経歴

### 現役時代
1989年8月の未勝利戦でデビューし3着。2戦目で初勝利を挙げるとこの年5戦3勝、ブリーダーズカップ・ジュヴェナイルを制しエクリプス賞最優秀2歳牡馬に選出された。
1990年には呼吸器障害を発症しクラシックを断念、春には別路線で走った。夏には体調も戻り、トラヴァーズステークスで優勝している。その後は振るわず、1勝もできないまま引退した。

### 種牡馬時代
競走馬引退後に種牡馬として日本へ輸出され、1992年より供用された。だが日本ではレガシーロックがジャンプの重賞を2つ勝った程度であまり活躍馬は出せず、ニュージーランドへ売却された。その後アメリカに拠点を移し、シャトルによりニュージーランドのほかオーストラリアでも種付けを行っている。2007年、骨折のため安楽死処分となった。

## 主な産駒
- 1995年産
  - レガシーロック（1999年東京ハイジャンプ、2000年小倉サマージャンプ）
- 1997年産
  - イーシリアル（英語版）（2001年クイーンズランドオークス、2001年コーフィールドカップ、2001年メルボルンカップ、2002年ザ・BMWクラシック）
  - タピルド Tapildo（2001年ニュージーランドオークス）
- 1998年産
  - アップセティム Upsetthym（2004年オークランドカップ）
- 1999年産
  - ザビート Zabeat（2005年ウェリントンカップ）

### ブルードメアサイアーとしての主な産駒
- 2007年産
  - デンコウオクトパス（父マヤノトップガン、2012年東京ジャンプステークス、東京ハイジャンプ、2013年京都ジャンプステークス）

## 血統表
| リズムの血統（ミスタープロスペクター系 / Native Dancer 3×4=18.75%、Nearco 5×4=9.38%、Nasrullah 4×5=9.38%） | リズムの血統（ミスタープロスペクター系 / Native Dancer 3×4=18.75%、Nearco 5×4=9.38%、Nasrullah 4×5=9.38%） | リズムの血統（ミスタープロスペクター系 / Native Dancer 3×4=18.75%、Nearco 5×4=9.38%、Nasrullah 4×5=9.38%） | （血統表の出典） | （血統表の出典） |
| 父 Mr. Prospector 1970 鹿毛                                                                                | 父の父Raise a Native 1961 栗毛                                                                             | Native Dancer                                                                                              | Polynesian       | Polynesian       |
| 父 Mr. Prospector 1970 鹿毛                                                                                | 父の父Raise a Native 1961 栗毛                                                                             | Native Dancer                                                                                              | Geisha           |                  |
| 父 Mr. Prospector 1970 鹿毛                                                                                | 父の父Raise a Native 1961 栗毛                                                                             | Raise You                                                                                                  | Case Ace         | Case Ace         |
| 父 Mr. Prospector 1970 鹿毛                                                                                | 父の父Raise a Native 1961 栗毛                                                                             | Raise You                                                                                                  | Lady Glory       |                  |
| 父 Mr. Prospector 1970 鹿毛                                                                                | 父の母Gold Digger 1962 鹿毛                                                                                | Nashua | Nasrullah        | Nasrullah        |
| 父 Mr. Prospector 1970 鹿毛                                                                                | 父の母Gold Digger 1962 鹿毛                                                                                | Nashua | Segula           |                  |
| 父 Mr. Prospector 1970 鹿毛                                                                                | 父の母Gold Digger 1962 鹿毛                                                                                | Sequence                                                                                                   | Count Fleet      | Count Fleet      |
| 父 Mr. Prospector 1970 鹿毛                                                                                | 父の母Gold Digger 1962 鹿毛                                                                                | Sequence                                                                                                   | Miss Dogwood     |                  |
| 母 Dance Number 1979 鹿毛                                                                                  | 母の父Northern Dancer 1961 鹿毛                                                                            | Nearctic                                                                                                   | Nearco           | Nearco           |
| 母 Dance Number 1979 鹿毛                                                                                  | 母の父Northern Dancer 1961 鹿毛                                                                            | Nearctic                                                                                                   | Lady Angela      |                  |
| 母 Dance Number 1979 鹿毛                                                                                  | 母の父Northern Dancer 1961 鹿毛                                                                            | Natalma | Native Dancer    | Native Dancer    |
| 母 Dance Number 1979 鹿毛                                                                                  | 母の父Northern Dancer 1961 鹿毛                                                                            | Natalma | Almahmoud        |                  |
| 母 Dance Number 1979 鹿毛                                                                                  | 母の母Numbered Account 1969 鹿毛                                                                           | Buckpasser                                                                                                 | Tom Fool         | Tom Fool         |
| 母 Dance Number 1979 鹿毛                                                                                  | 母の母Numbered Account 1969 鹿毛                                                                           | Buckpasser                                                                                                 | Busanda          |                  |
| 母 Dance Number 1979 鹿毛                                                                                  | 母の母Numbered Account 1969 鹿毛                                                                           | Intriguing                                                                                                 | Swaps            | Swaps            |
| 母 Dance Number 1979 鹿毛                                                                                  | 母の母Numbered Account 1969 鹿毛                                                                           | Intriguing                                                                                                 | Glamou F-No.1-s  |                  |

- 母系はラトロワンヌに繋がる名牝系で、母Dance Numberは現役時代21戦8勝でベルデイムステークスの勝ち馬。母の半兄に大種牡馬のプライヴェートアカウント、母の半姉の仔にアサティス、祖母Numbered Accountの全妹プレイメイトの仔にウッドマン、と近親に活躍馬多数。
- 全弟Not For Loveは現役時代は重賞勝ちこそなかったものの種牡馬入りした後は重賞勝ち馬を複数出してそこそこの成功を収めている。全妹Get Luckyの孫Super Saverは、ケンタッキーダービーの優勝馬。